# Fermi-Diracova statistika
U kvantnoj statističkoj fizici, Fermi-Diracova statistika opisuje distribuciju fermiona po energetskim stanjima, u stanju termodinamičke ravnoteže. Za razliku od klasične fizike i klasične statističke fizike, u ovom slučaju čestice se ponašaju tako da:

a) nije moguće razlučiti dva fermiona, to su indentične čestice
 
b) vrijedi Paulijev princip isključenja, prema kojemu se dva fermiona ne mogu istovremeno nalaziti u istom kvantnom stanju.
Za Fermi-Diracovu statistiku, očekivani broj čestica koje se nalaze u stanju s energijom 
{\displaystyle \epsilon _{i}} dan je kao:
{\displaystyle n_{i}={\frac {g_{i}}{e^{(\epsilon _{i}-\mu )/kT}+1}}}
gdje je:
{\displaystyle n_{i}\ } broj čestica u stanju i
{\displaystyle \epsilon _{i}\ } energija stanja i
{\displaystyle g_{i}\ } je degeneracija stanja i (broj stanja s energijom {\displaystyle \epsilon _{i}\ }),
{\displaystyle \mu \ } kemijski potencijal, često nazvan Fermijeva energija {\displaystyle E_{F}\ }
{\displaystyle \ k\ } Boltzmannova konstanta
{\displaystyle \ T\ } apsolutna temperatura
U slučaju kada je {\displaystyle \mu } Fermijeva energija {\displaystyle E_{F}\ } i nema degeneracije, tj. {\displaystyle g_{i}=1\ }, funkcija se naziva Fermijeva funkcija:
{\displaystyle F(E)={\frac {1}{e^{(\epsilon _{i}-E_{F})/kT}+1}}}

Mnoštvo fermiona koji međusobno ne intereagiraju i slijede Fermi-Diracovu statistiku naziva se Fermionski plin.
Ova statistička distribucija uvedena je 1926.g. od strane Enrica Fermija i Paula A. M. Diraca. Vjerojatno najpoznatiji primjer primjene ove distribucije je opis vodljivih elektrona u metalu, koji je dao Arnold Sommerfeld 1927.g.